# Marinai, topless e guai
Marinai, topless e guai (McHale's Navy) è un film statunitense del 1964 diretto da Edward Montagne.
È un film commedia con Ernest Borgnine, Tim Conway e Joe Flynn. È tratto dalla popolare serie televisiva Un equipaggio tutto matto (McHale's Navy, 1962–1966). Fu seguito da altri due film: McHale's Navy Joins the Air Force (1965) e La mia flotta privata (McHale's Navy, 1997).

## Produzione
Il film, diretto da Edward Montagne su una sceneggiatura di Frank Gill Jr. e George Carleton Brown con il soggetto di Si Rose, fu prodotto da Edward Montagne per la Universal Pictures.

## Distribuzione
Il film fu distribuito negli Stati Uniti il 1º giugno del 1964 dalla Universal Pictures.
Alcune delle uscite internazionali del film sono state:
- in Austria nel maggio del 1965 (Unternehmen Pferdeschwanz)
- in Germania Ovest l'8 maggio 1965 (Unternehmen Pferdeschwanz)
- in Belgio (La flotte se mouille)
- in Francia (La flotte se mouille)
- in Polonia (Doborowa jednostka)
- in Italia (Marinai, topless e guai)